# Magia sukcesu
Magia sukcesu (ang. Bull, 2000) – amerykański serial obyczajowy stworzony przez Michaela S. Chernuchina.
Światowa premiera serialu miała miejsce 15 sierpnia 2000 roku na antenie TNT. Na kanale miało zostać wyemitowane 22 odcinki, ale zostało wyemitowanych 11 odcinków. Ostatni odcinek został wyemitowany 24 października 2000 roku. W Polsce serial nadawany był na kanałach TVN i TVN 7.

## Obsada
- Alicia Coppola jako Marissa Rufo
- Ian Kahn jako Marty Decker
- Donald Moffat jako Robert Roberts
- George Newbern jako Robert Roberts III
- Ryan O’Neal jako Robert Roberts II
- Elisabeth Röhm jako Alison Jeffers
- Stanley Tucci jako Hunter Lasky
- Christopher Wiehl jako Carson Boyd
- Malik Yoba jako Corey Granville

## Spis odcinków
| N/o            | Tytuł angielski              |
| -------------- | ---------------------------- |
|                |                              |
| SERIA PIERWSZA |                              |
|                |                              |
| 01             | n the Course of Human Events |
|                |                              |
| 02             | One Night in Bangkok         |
|                |                              |
| 03             | How Green Is Your Mail?      |
|                |                              |
| 04             | In The Black                 |
|                |                              |
| 05             | It's Not Personal            |
|                |                              |
| 06             | Who's Afraid of Chairman Al  |
|                |                              |
| 07             | Final Hour                   |
|                |                              |
| 08             | Sins of the Father           |
|                |                              |
| 09             | The Quick Hit                |
|                |                              |
| 10             | Monday, Bloody Monday        |
|                |                              |
| 11             | A Wink and a Nod             |
|                |                              |
| 12             | Ode to a Nightingale         |
|                |                              |
| 13             | What the Past Will Bring     |
|                |                              |
| 14             | Blood, Flopsweat and Tears   |
|                |                              |
| 15             | He Stoops to Conquer         |
|                |                              |
| 16             | Visit                        |
|                |                              |
| 17             | Appearance of Impropriety    |
|                |                              |
| 18             | White Knight                 |
|                |                              |
| 19             | Love's Labors Lost           |
|                |                              |
| 20             | Amen                         |
|                |                              |
| 21             | To Have and to Hold          |
|                |                              |
| 22             | A Beautiful Lie              |
|                |                              |